# کوروچا
شهر کوروچا (به روسی: Короча) در کشور روسیه و در اوبلاست بلگورود واقع شده‌است.

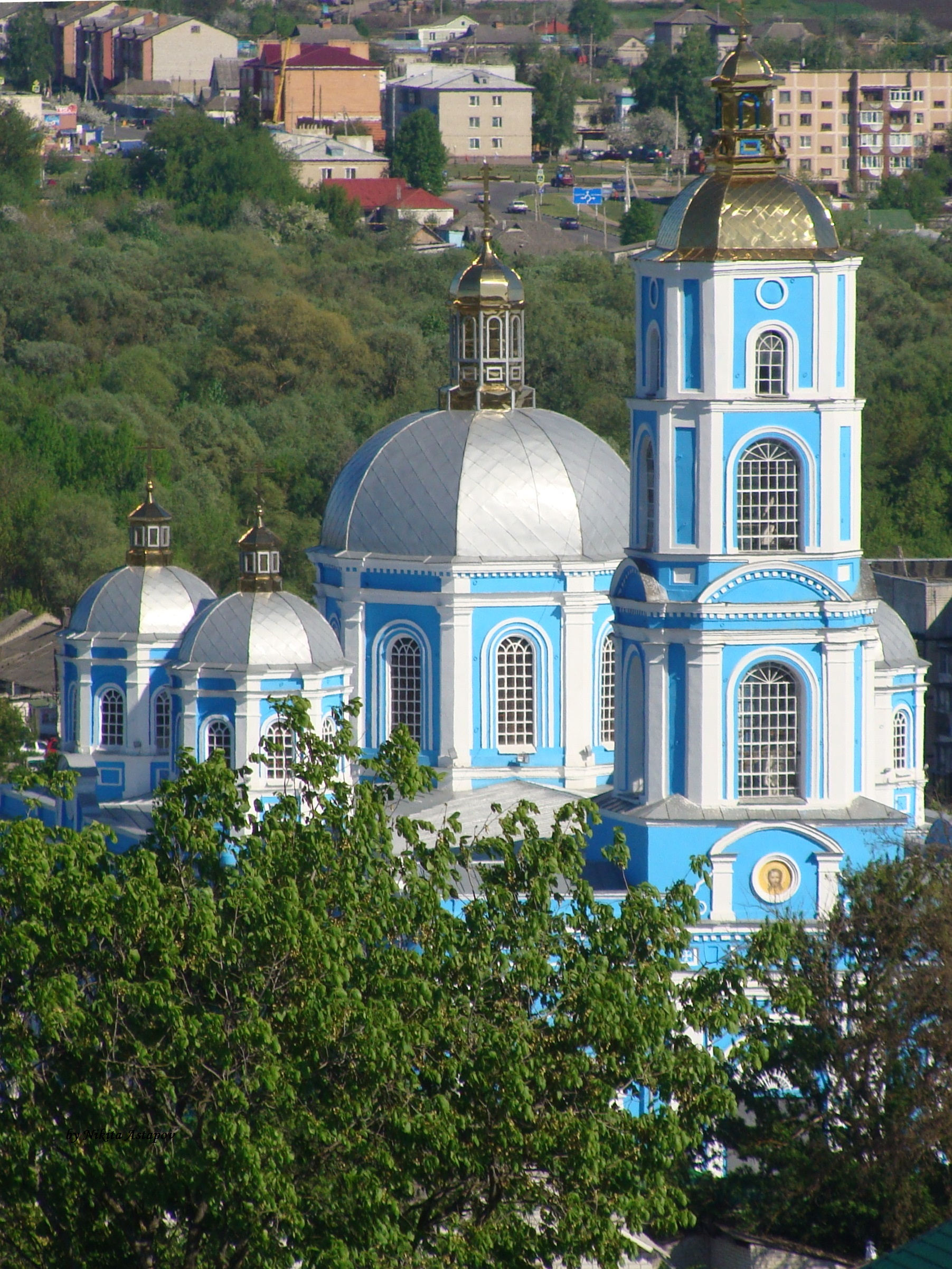